# Radu Dan Constantinescu
Radu Dan Constantinescu (nacido el 17 de octubre de 1955) es un físico rumano especializado en el campo de los sistemas dinámicos no lineales y la dinámica restringida, la teoría de campo de gauge y los modelos matemáticos que describen fenómenos no lineales. Fue Secretario General de la Sociedad Rumana de Física y actualmente es Presidente de la Unión Física de los Balcanes, entre otras funciones en el ámbito de la física europea.

## Vida y educación
Radu Constantinescu nació en Târgu Jiu, Rumanía, el 17 de octubre de 1955. Se graduó en el Colegio Nacional Fraţii Buzeşti de Craiova y asistió a la Facultad de Ciencias Naturales de la Universidad de Craiova, donde se doctoró en Física.

## Carrera profesional
Comenzó su carrera docente en el Colegio Nacional Gheorghe Lazăr de Bucarest. A continuación se trasladó a Craiova, donde enseñó en el Colegio Nacional Tudor Vladimirescu y en el Colegio Nacional Carol I. En 1990 se incorporó a la Universidad de Craiova como profesor de física teórica. De 1999 a 2004 fue Decano de la Facultad de Física de la Universidad de Craiova. Entre 2005 y 2009 y de 2016 a 2020 fue vicerrector de Investigación Científica de la Universidad de Craiova. También fue coordinador institucional del programa Sócrates en la Universidad de Craiova.

### Hitos de su carrera y reconocimiento
En 2009, Constantinescu fue elegido Secretario General de la Sociedad Rumana de Física. También fue nombrado Vicepresidente del Congreso de la Academia Rumana de las Artes y las Ciencias en 2017. En 2011, fue representante de los rectores rumanos en el Proceso de Bolonia. Entre 2009 y 2015 fue nombrado presidente de la Southeastern European Network in Mathematical and Theoretical Physics. Entre 2013 y 2022 fue presidente del Comité para la Integración Europea de la Sociedad Europea de Física. En septiembre de 2022 fue elegido duodécimo presidente de la Unión Física de los Balcanes.

## Publicaciones
Las contribuciones de Radu Constantinescu a la física se centran en la física de altas energías y la dinámica de restricciones. Sus trabajos se han publicado en Physics Letters A y B, Journal of Mathematical Physics, Physica Scripta, International Journal of Modern Physics, Romanian Journal of Physics, Mathematics, Symmetry y en el Centro UNESCO de Física Teórica y Matemática. Es autor o coautor de más de 60 artículos en revistas científicas con más de 250 citas.